# ان‌جی‌سی ۴۶۱
ان‌جی‌سی ۴۶۱ (انگلیسی: NGC 461) یک کهکشان مارپیچی میانی از نوع SAB(s)c واقع در صورت فلکی سنگتراش است که در ۲۵ سپتامبر ۱۸۳۴ میلادی توسط جان هرشل کشف شد.